# NCIS: 시드니
《NCIS: 시드니》(영어: NCIS: Sydney)는 2023년부터 현재까지 파라마운트+와 네트워크 텐에서 방영된 드라마로, NCIS의 파생작이다.